# Бессарабов, Владимир Григорьевич
Владимир Григорьевич Бессарабов (род. 3 февраля 1954 года) — депутат Государственной Думы I созыва, доктор юридических наук. Отец Даниила Бессарабова.

## Краткая биография
Владимир Григорьевич Бессарабов родился 3 февраля 1954 года.
Окончил Томский государственный университет по профессии юрист, позже Алтайский сельскохозяйственный институт по профессии экономист.
Занимал должность начальника отдела по надзору за законностью в социальной сфере прокуратуры Алтайского края в городе Барнаул.
В декабре 1993 года избран депутатом Государственной Думы первого созыва по 1037 избирательному округу (Рубцовский – Алтайский край). Был членом депутатской группы Дума-96, входил в состав комитета по законодательству и судебно-правовой реформе.